# Lennon, Finistère
Lennon är en kommun i departementet Finistère i regionen Bretagne i västra Frankrike. Kommunen ligger i kantonen Pleyben som tillhör arrondissementet Châteaulin. År 2022 hade Lennon 801 invånare.

## Befolkningsutveckling
Antalet invånare i kommunen Lennon
Referens:INSEE